# طرحة
الطرحة كلمة في الأساس تشير إلى ما يسمى اليوم بالوشاح الذي يوضع على الكتف ولكن المقصود اليوم صنف من ملابس الرأس تلبسها النساء لعدد من الأسباب، فتلبس طرحة بيضاء شفافة العروس في حفل الزفاف الأمريكي مثلا، وتلبس المسلمات طرحة غير شفافة كجزء من الحجاب، وفي بعض البلدان واللغات تسمى هي وحدها بالحجاب. وهي أنواع متعددة. وقد ارتبط الحجاب بالهوية الإسلامية إلى درجة أدت إلى حظرها في أماكن وأزمنة مختلفة. ولا يزال ساريا في 2013م حظر على ارتداء طالبات المدارس والجامعات الطرحة في كل من تركيا وفرنسا.

## معرض الصور

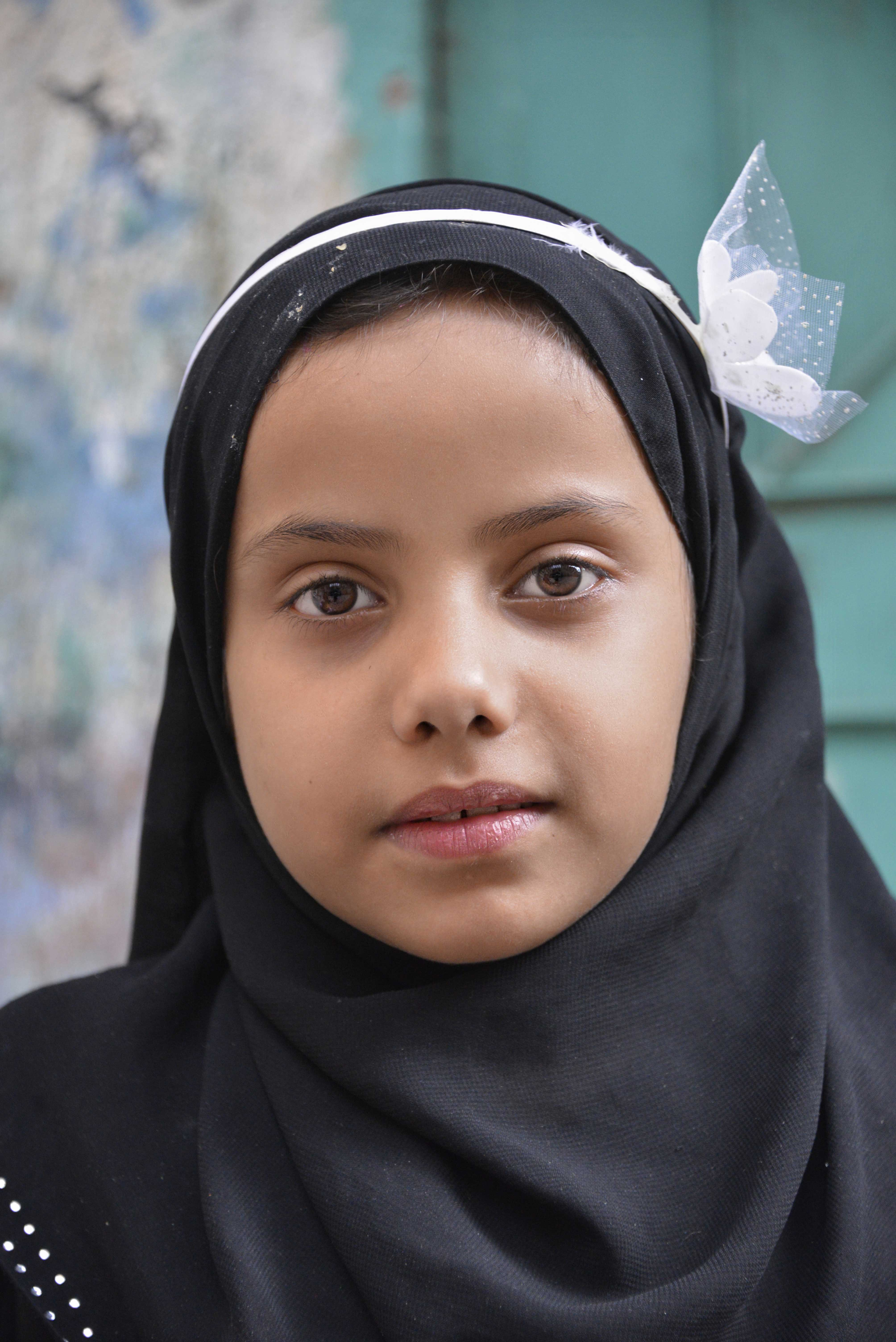
بنت يمنية ترتدي طرحة
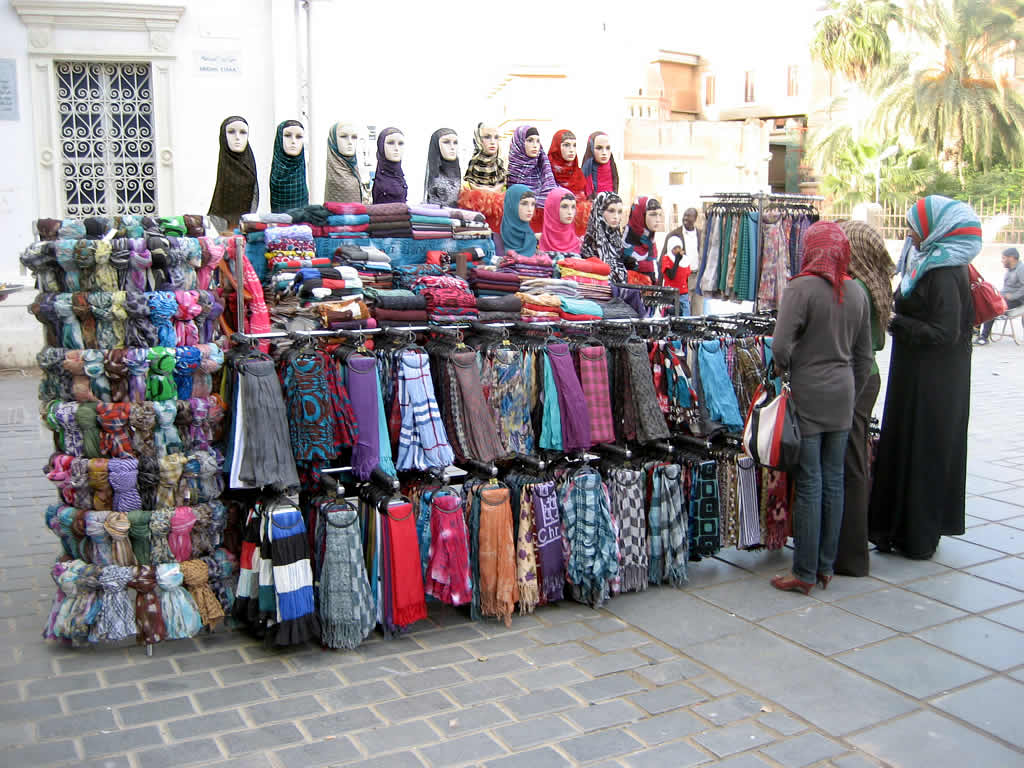
بائع طرح في ليبيا
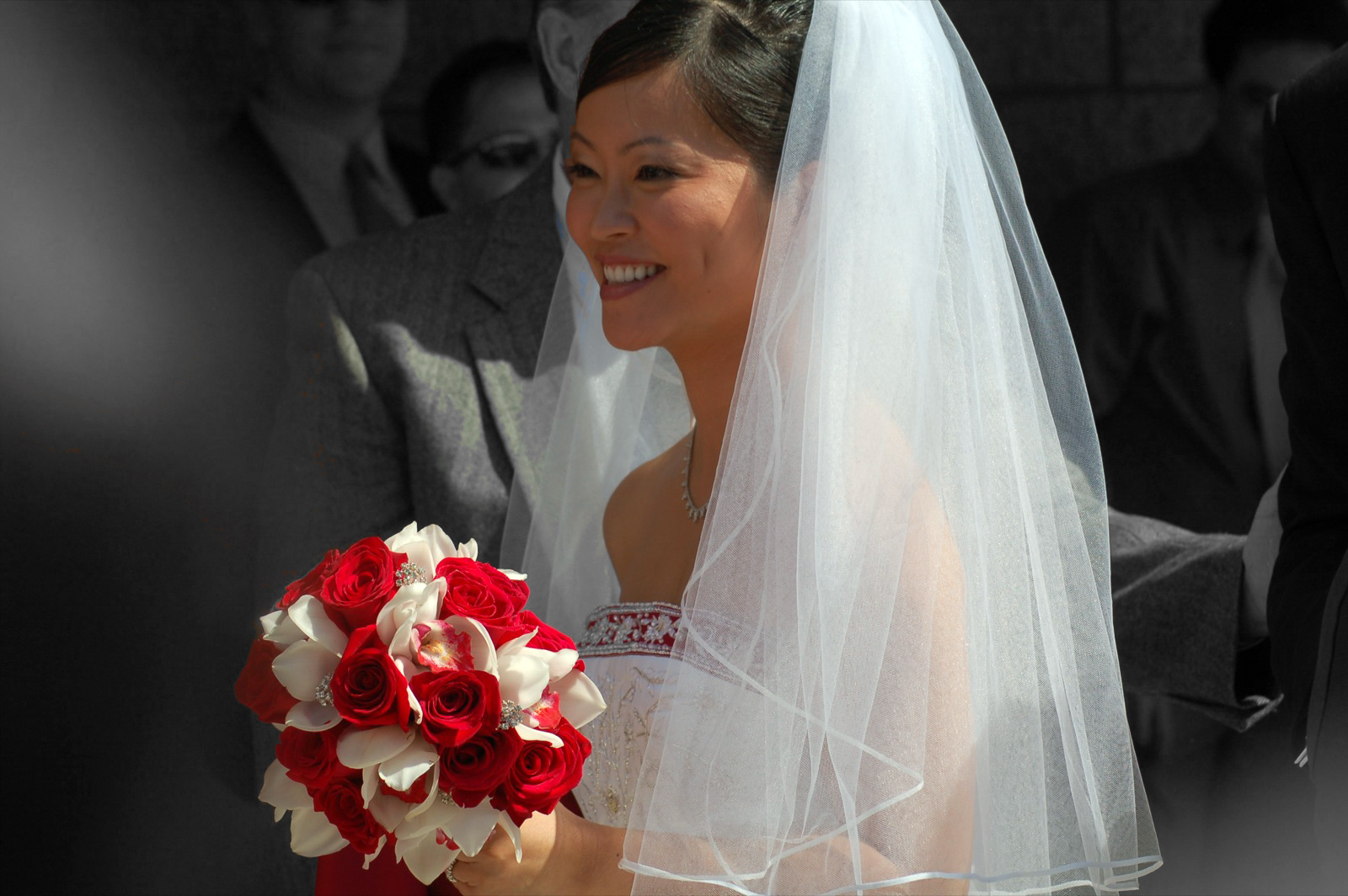
طرحة العروس في كاليفورنيا

## طالع أيضًا
- طيلسان
- خمار
- عصبة
- طنطور
- الإسلام والعنف الأسري
- يوم الحجاب العالمي